# Periodónice

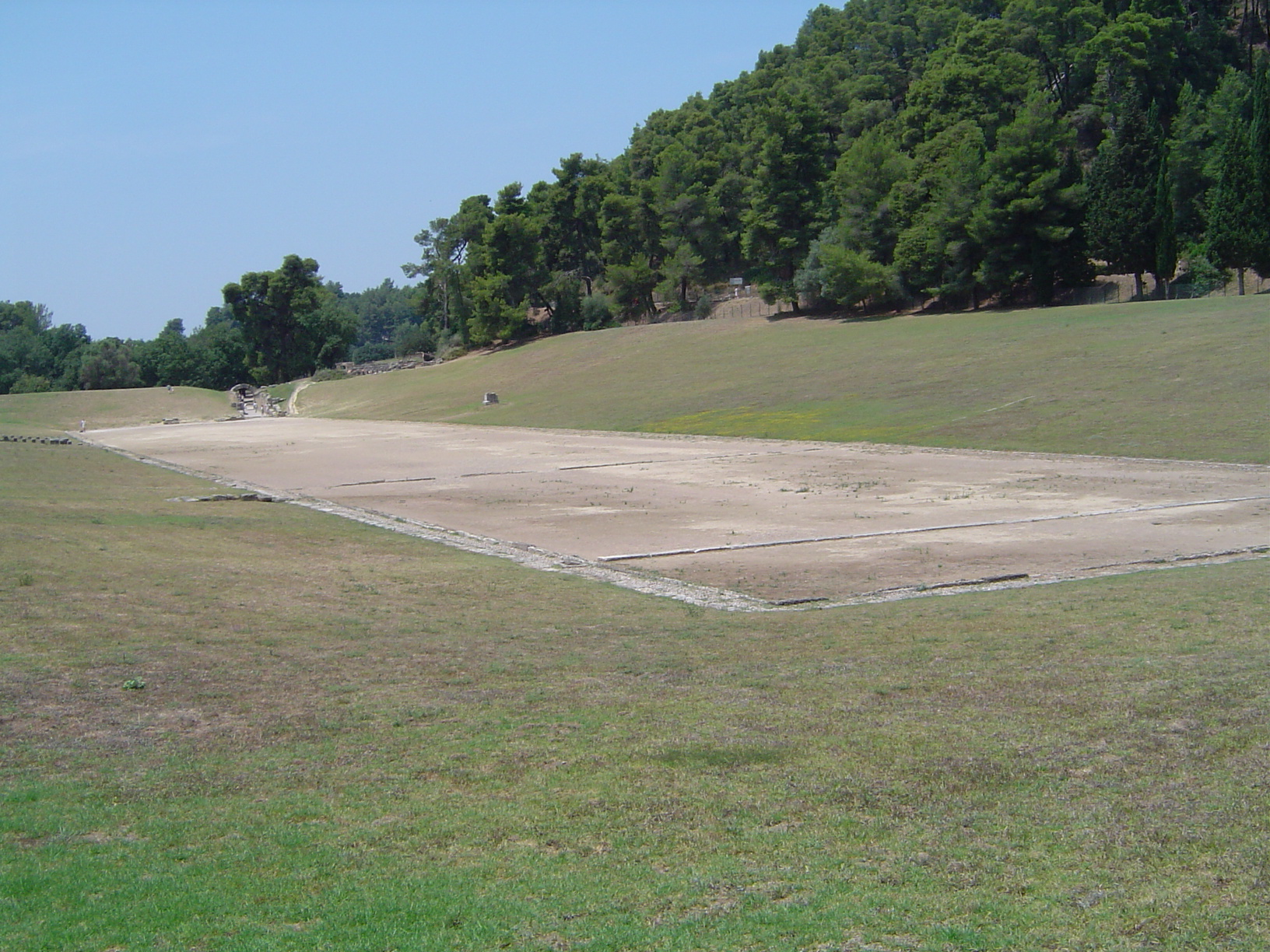
Estadio de Olimpia.

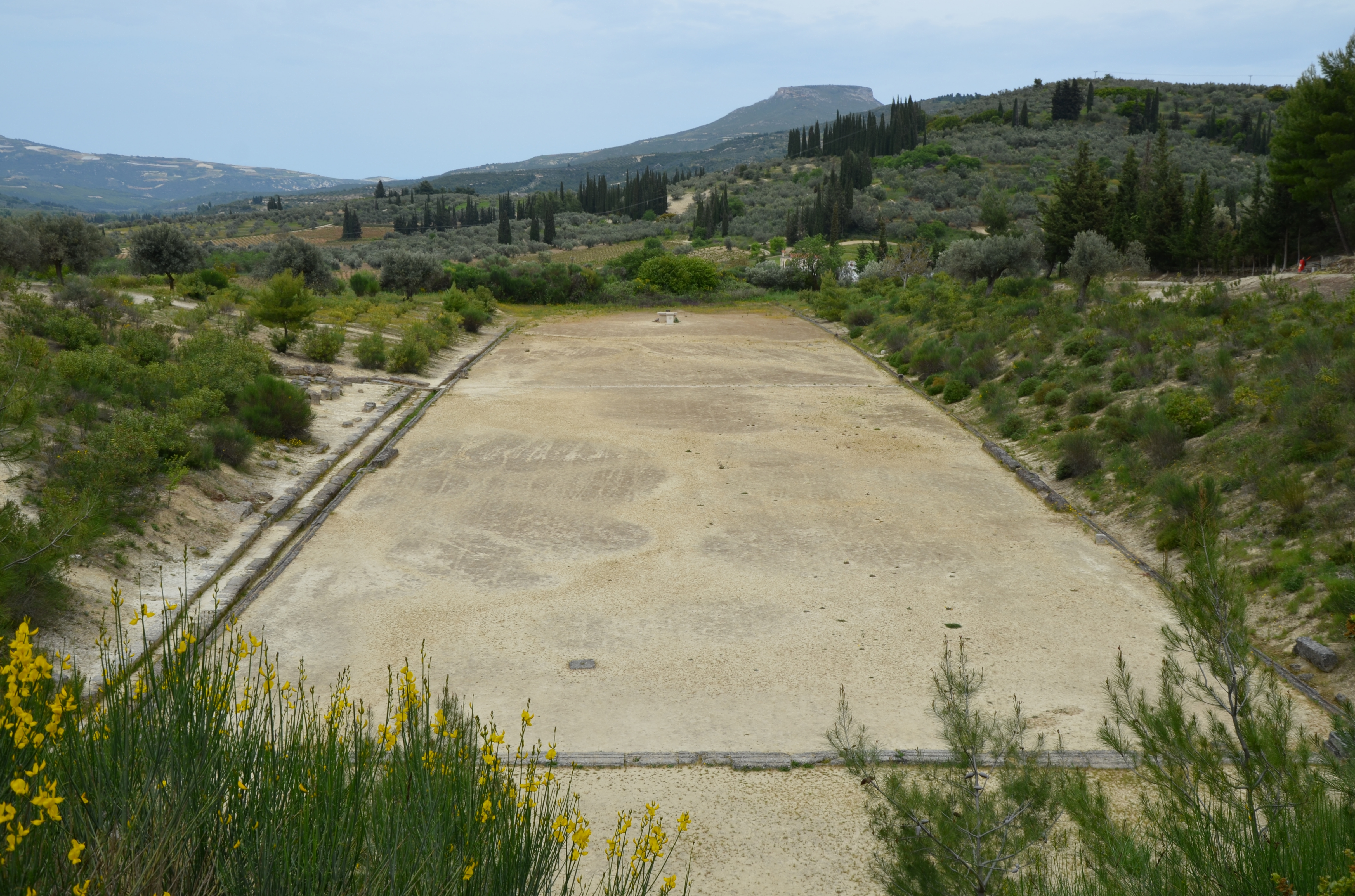
Restos del estadio de Nemea.

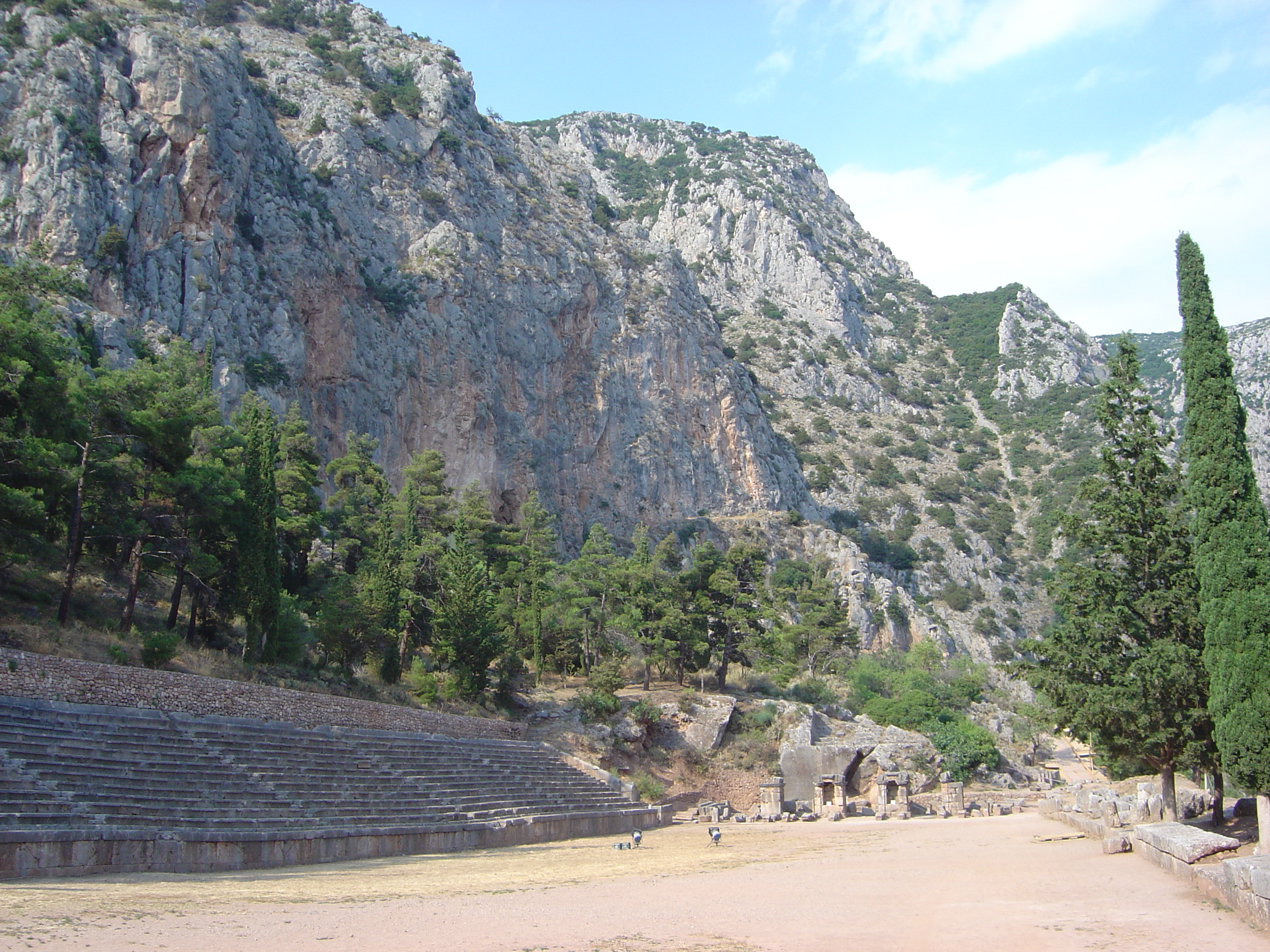
Estadio de Delfos utilizado en los Juegos Píticos.

El título de periodónice (en griego antiguo: περιοδονίκης) se otorgaba a un atleta de la Antigua Grecia que hubiera obtenido una victoria en cada una de los Juegos Pententéricos durante el «período» (en griego antiguo: περίοδος).
El término no apareció hasta el período helenístico. Sin embargo, el título se dio con carácter retroactivo,
Los Juegos Periódicos eran originalmente los Juegos Olímpicos, los Juegos Ístmicos, los Juegos Nemeos y los Juegos Píticos. Cuando el periodo se extendió a la época helenística con los Juegos Isolímpicos, un atleta debía ganar cuatro de los Juegos para ser reconocido como «periodonikès». Estos eran los Juegos Hereos de Argos, las Accias de Nicópolis, las Sebasta (los "Juegos Augustos") de Neápolis y los Juegos Capitolinos de Roma. Un atleta que ganaba todos los juegos era conocido como un periodonikès teleios". Nerón se autoproclamó "periodonikès pantonikès". 